# クシニ・イェンギ
クシニ・ボジャ・イェンギ（英語: Kusini Boja Yengi、1999年1月15日 - ）は、オーストラリア・アデレード出身のサッカー選手。オーストラリア代表。ポジションはFW。

## クラブ歴
アデレード・コメッツFCの下部組織出身で、2017年にトップチームに昇格した。
2018年にアデレード・ユナイテッドFCに移籍。2020年2月21日の試合で移籍後トップチーム初出場を記録した。2021年3月13日の試合で1得点1アシストを記録しプロ初得点を記録、得点の際には看板を乗り越えてライバルのメルボルン・ビクトリーFCのサポーターの目の前でセレブレーションを行い、相手を大いに煽った。
2022年7月1日にウェスタン・シドニー・ワンダラーズFCに完全移籍した。
2023年7月2日、EFLリーグ1所属のポーツマスFCに完全移籍した。8月5日に移籍後初出場及び初得点を記録した。

## 代表歴
代表は一貫してオーストラリアを選択した。
年代別代表ではAFC U23アジアカップ2022のメンバーに選出された。
A代表では2023年11月に2026 FIFAワールドカップ・アジア2次予選のメンバーに選出され初招集となった。同月16日の同予選・バングラデシュ代表戦で代表初出場を記録した。

## 私生活
父は現在の南スーダン出身で、1970年代初頭に難民としてオーストラリアに移住した人物である。母はイングランド出身の霊長類学者である。また弟のテテ・イェンギもサッカー選手である。